# Rabenkakadus
Die Rabenkakadus (Calyptorhynchinae), manchmal auch Schwarze Kakadus genannt, sind eine Unterfamilie der Kakadus (Cacatuidae). Es handelt sich um mittelgroße bis große Kakadus, deren Gefiederfärbung schwarz bis dunkelbraun ist. Die Rabenkakadus gelten als eine verhältnismäßig gut untersuchte Papageiengruppe, da Australien wirtschaftlich in der Lage ist, wissenschaftliche Institute zu unterhalten, die ornithologischen Fachfragen nachgehen.
Rabenkakadus werden verhältnismäßig selten in menschlicher Obhut gehalten. Das Zuchtbuch für Rabenkakadus wird vom Tropical Bird Garden in Bath, Großbritannien geführt.

## Merkmale

### Merkmale der Unterfamilie
Charakteristisch für Rabenkakadus ist die farbige Querbänderung der Steuerfedern und eine kurze bis mittellange Haube, die flach angelegt werden kann. Die Schenkel sind bei den zu dieser Gattung zählenden Arten alle befiedert. Die Wachshaut ist unbefiedert. Der Schwanz ist lang und leicht gerundet.
Bei allen Arten ist der Schnabel groß und kräftig. Er weist in seiner Form jedoch Anpassungen an die jeweilige Hauptnahrung auf. Das Gelege wird nur vom Weibchen bebrütet. Die Nestlinge weisen lange gelbe Dunen auf. Das Verbreitungsgebiet der Gattung beschränkt sich auf Australien und Tasmanien. 

### Merkmale der GattungZanda
Charakteristisch für die drei Arten, die zu dieser Gattung gezählt werden, ist ein schmaler, hervorstehender Schnabel mit spitz zulaufenden Schnabelhälften. Eine Unterart hat gelbe, zwei Unterarten haben weiße Steuerfedern. In wie viele Arten diese Untergattungsgruppe aufgeteilt werden sollte, ist noch strittig. Von einigen Autoren werden zwei Arten mit gelben Steuerfedern unterschieden.

### Merkmale der GattungCalyptorhynchus

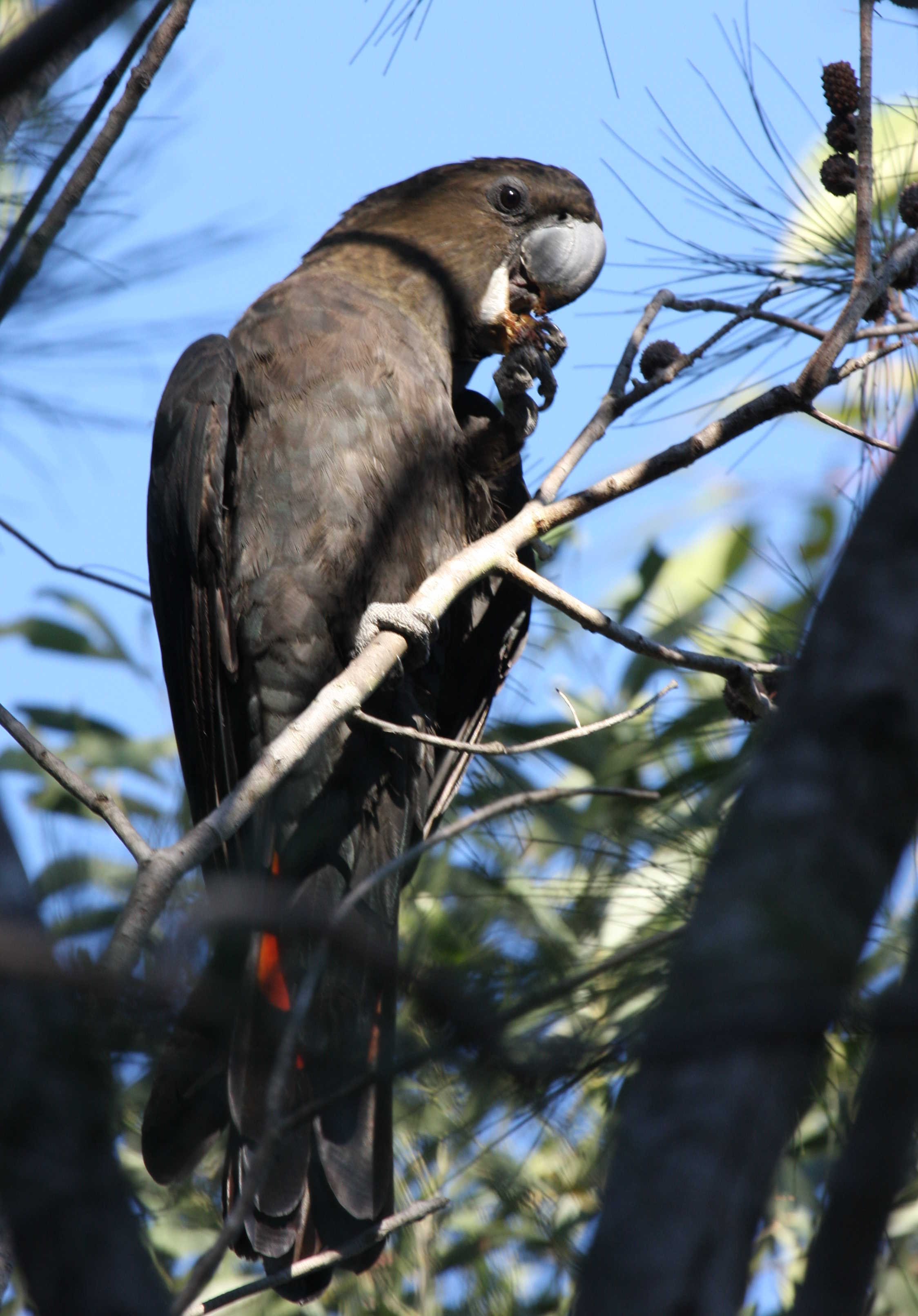
Braunkopf-Rabenkakadu

Zu dieser Gattung zählen zwei Arten. Beide haben einen sehr ausgeprägten Geschlechtsdimorphismus. Adulte Männchen haben ein schwarzes Körpergefieder und eine rote Binde auf den Schwanzfedern. Bei den Weibchen sowie den noch nicht ausgefärbten Jungvögeln sind die Schwanzbinden gelb bis orange. Beide Arten haben sehr große und kräftige Schnäbel.

## Fortpflanzung
Rabenkakadus sind Höhlenbrüter. Sie ziehen pro Fortpflanzungsperiode nur ein Jungtier groß. Das Gelege besteht häufig aus zwei Eiern. Allerdings wird der jüngere und kleinere Nestling häufig von den Elternvögeln vernachlässigt, so dass er stirbt. Für den Weißschwanz-Rabenkakadu gibt es deswegen ein Erhaltungsprogramm, bei dem aus Gelegen das zweite Ei beziehungsweise der zweite Nestling entnommen und in menschlicher Obhut aufgezogen wird. Ziel ist der Aufbau einer Volierenpopulation. Nestlinge der Rabenkakadus haben gelbliche Daunen.
Im Unterschied zu den afrikanischen und neuweltlichen Papageien weisen Rabenkakadus eine Arbeitsteilung während des Brutgeschehens auf. Die Brutpflege betreibt zunächst nur das Weibchen. Das Männchen versorgt das Weibchen während des Brutgeschehens. Es beteiligt sich auch später an der Jungenfütterung.

## Systematik
Die Rabenkakadus haben sich vermutlich bereits im Tertiär gemeinsam mit den Helmkakadus und dem Palmkakadu aus einem Rabenkakadu-ähnlichen Vorfahren entwickelt. Dafür sprechen einige ursprüngliche Merkmale, die bei diesen Gattungen vorkommen. Dazu zählt das Vorhandensein des A-1 Merkmals der Aorta, das Fehlen von blauen und grünen Strukturfarben im Gefieder und ein vorn pinzettenförmig zulaufender Schnabel. Die Rabenkakadus haben sich mit Ausnahme der Schnabelmorphologie seither kaum verändert.

## Arten und Unterarten
Zu den Rabenkakadus werden folgende Arten und Unterarten gezählt, die in zwei Gattungen aufgeteilt werden:
Gattung Calyptorhynchus:

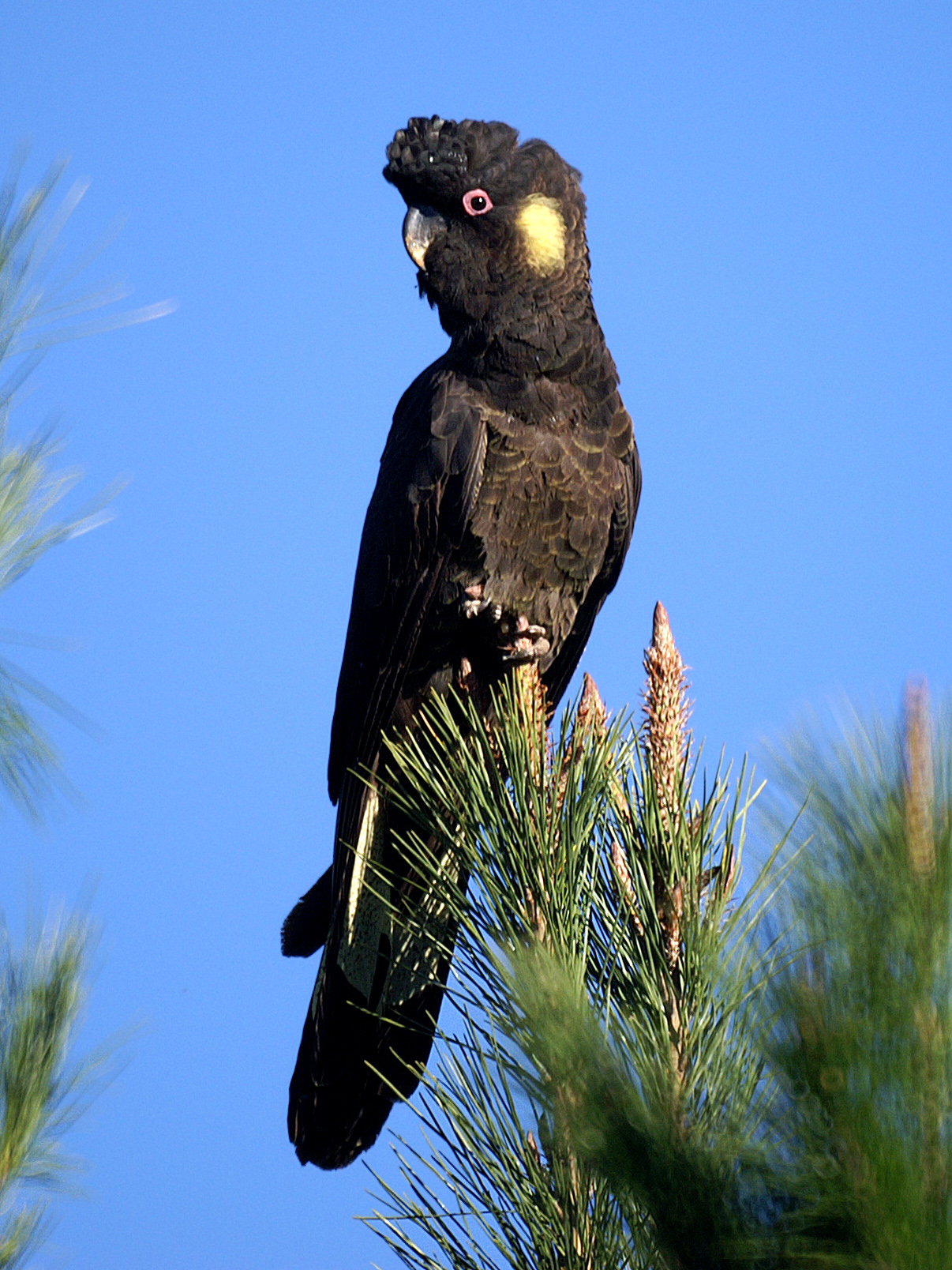
Gelbohr-Rabenkakadu, Männchen

- Braunkopf-Rabenkakadu (C. lathami)
  - Queensland-Braunkopf-Rabenkakadu (C. lathami erebus)
  - Kangaroo-Island-Braunkopf-Rabenkakadu (C. lathami halmaturinus)
  - Braunkopf-Rabenkakadu (C. lathami lathami)
- Rotschwanz-Rabenkakadu (C. banksii)
  - Südlicher Rotschwanz-Rabenkakadu (C. banksii graptogyne)
  - Gould-Rotschwanz-Rabenkakadu (C. banksii macrorhynchus)
  - Westaustralischer Rotschwanz-Rabenkakadu (C. banksii naso)
  - Mathews-Rotschwanz-Rabenkakadu (C. banksii samueli)

Gattung Zanda:
- Gelbohr-Rabenkakadu (Z. funereus)
  - Gelbohr-Rabenkakadu (Z. funereus funereus)
  - Tasmanischer Gelbohr-Rabenkakadu (Z. funereus xanthonotus)
- Langschnabel-Rabenkakadu (Z. baudinii)
- Weißschwanz-Rabenkakadu (Z. latirostris)

In einer Ende 2023 veröffentlichten Revision der Rabenkakadus wurden die Unterarten von Rotschwanz-Rabenkakadu und des Gelbohr-Rabenkakadus zu eigenständigen Arten erhoben, während die Unterarten des Braunkopfkakadus eingezogen wurden. Die Gattung Calyptorhynchus besteht damit aus sechs monotypischen Arten, die Gattung Zanda aus fünf.

## Belege